# 쇼브라더스

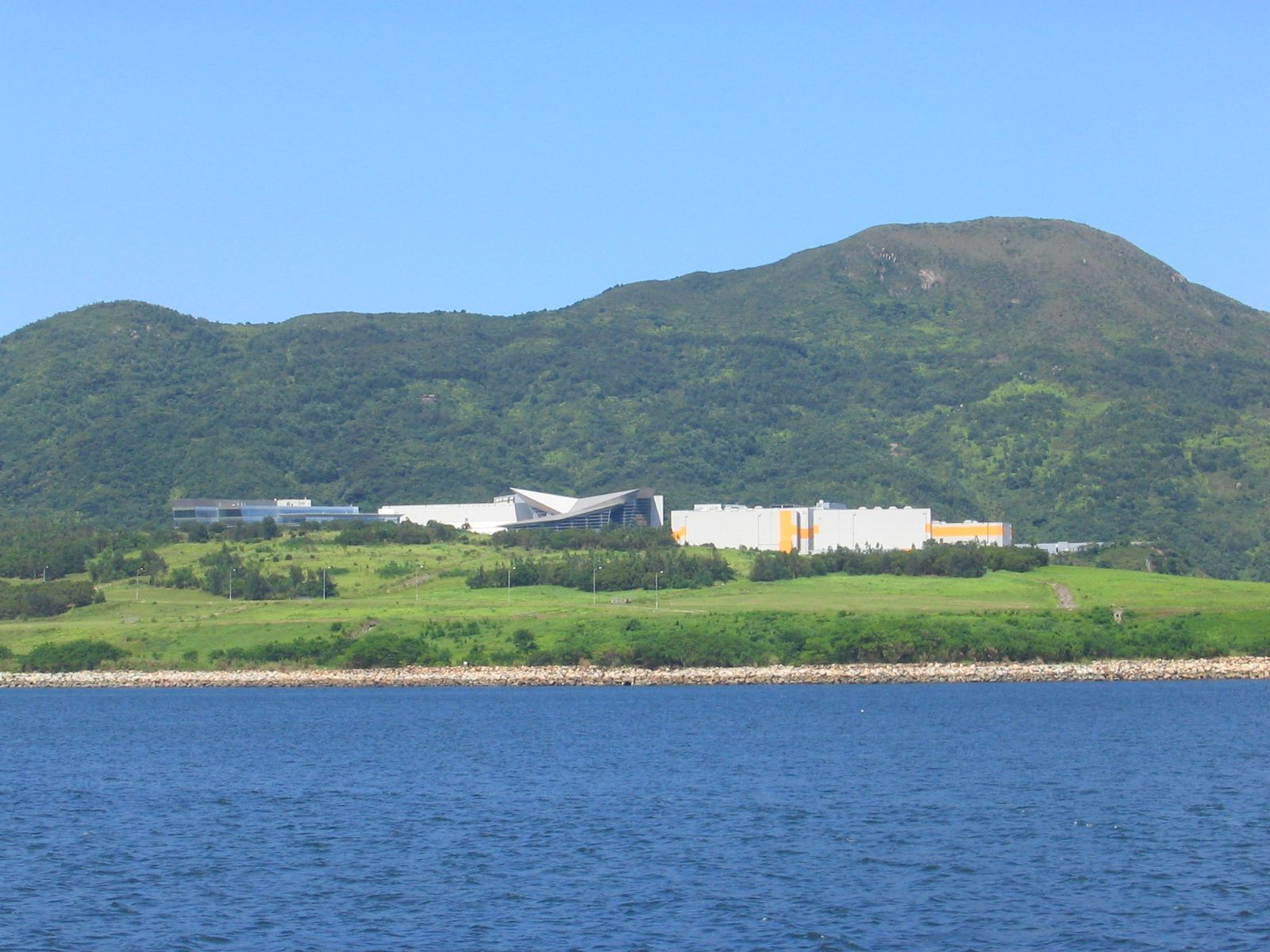
쇼브라더스의 대규모 촬영 스튜디오 단지,
2006년 6월 사진.

쇼브라더스 유한공사(邵氏兄弟有限公司, Shaw Brothers Limited)는 홍콩에서 가장 역사가 깊은 영화사로서, 영화 배급과 제작 업무를 해 오고 있다. 1960년대 중후반부터 70년대 말까지 홍콩의 고전 무협 영화 부흥기를 이끌었으며, 그 가운데 호금전, 장저(장철) 감독과 배우 장다웨이(강대위), 디룽(적룡), 왕위(왕우), 로례(나열) 등의 스타들을 배출하였다.

## 역사
형 샤오런메이(邵仁枚, 소인매)와 동생 샤오이푸(邵逸夫, 소일부)는 1925년 싱가포르에서 영화 배급 및 극장 체인업 회사를 설립하였고, 이를 모태로 1958년에 홍콩에서 영화 제작사 "쇼 브라더스 유한공사"를 설립하였다. 홍콩 주룽 칭슈이완다오(清水灣道)에 있는 본사 건물은 1961년에 문을 열었고, 이후 부대 시설로서 홍콩 동부 신제(新界), 장쥔아오(將軍澳)에 있는 대규모의 종합 촬영소 문도 열었다. 1971년에는 홍콩 증권거래소에 상장되었다.

## 주요 작품
- 1965년작 《대취협/방랑의 결투》
- 1967년작 《금연자/심야의 결투》
- 1967년작 《대협객》
- 1967년작 《단장의 검》
- 《외팔이 검객 삼부작》(1967, 1969, 1971)
- 1969년작 《보표》
- 1970년작 《13인의 무사》
- 1970년작 《용호의 결투》
- 1971년작 《권격》
- 1972년작 《죽음의 다섯 손가락》
- 1974년작 《소림오조》
- 1976년작 《소림사》
- 1976년작 《유성호접검》
- 1977년작 《사조영웅전》
- 1978년작 《소림 36방》
- 1980년작 《소림탑붕대사/돌아온 36방》

## 같이 보기
- 골든 하베스트

### 공식 웹사이트
- (중국어) 쇼브라더스
- (영어) 쇼브라더스
- (영어) 쇼 온라인 보관됨 2021-01-24 - 웨이백 머신
- (영어) 쇼브라더스 DVD/VCD 보관됨 2004-02-19 - archive.today

### 팬 사이트
- (영어) 쇼브라더스 리로디드

### IMDb
- (영어) Shaw Brothers Film Laboratory - 인터넷 영화 데이터베이스
- (영어) Shaw Brothers Soundroom - 인터넷 영화 데이터베이스
- (영어) Shaw Brothers Darkroom - 인터넷 영화 데이터베이스
- (영어) Shaw Brothers [sg] - 인터넷 영화 데이터베이스
- (영어) Shaw Brothers [hk] - 인터넷 영화 데이터베이스

### 씨네 21
- 쇼 브라더스[깨진 링크(과거 내용 찾기)]
- <대취협> 무협 영화의 주인공 정패패 내한[깨진 링크(과거 내용 찾기)]
- 한국 액션의 전설，정창화를 찾아서[깨진 링크(과거 내용 찾기)]
- 타란티노를 사로잡은 한국 감독을 아십니까?(+English)[깨진 링크(과거 내용 찾기)]
- 부산 국제 영화제 - 정창화 감독 회고전[깨진 링크(과거 내용 찾기)]
- 정창화, 임권택 감독의 ‘오픈 토크’[깨진 링크(과거 내용 찾기)]
- 인터뷰 <킬 빌>의 쿠엔틴 타란티노 감독[깨진 링크(과거 내용 찾기)]
- PiFan 2004 - 네 안의 숨겨진 환상을 찾아줄게 - 쇼 브라더스 회고전 Ⅱ
- 60~70년대 홍콩 무협 스타 장다웨이
- 무협 신화의 세계로, 이소룡의 시대로!!! 한홍 합작 영화를 알려주마[깨진 링크(과거 내용 찾기)]
- 쇼 브라더스 무협, 쿵푸 영화 책자 발매[깨진 링크(과거 내용 찾기)]
- 아시아 영화 기행: 홍콩[깨진 링크(과거 내용 찾기)]
- <대자객> 넘치는 비장미의 혈전[깨진 링크(과거 내용 찾기)]